# Bischöfliches Gymnasium Bohosudov

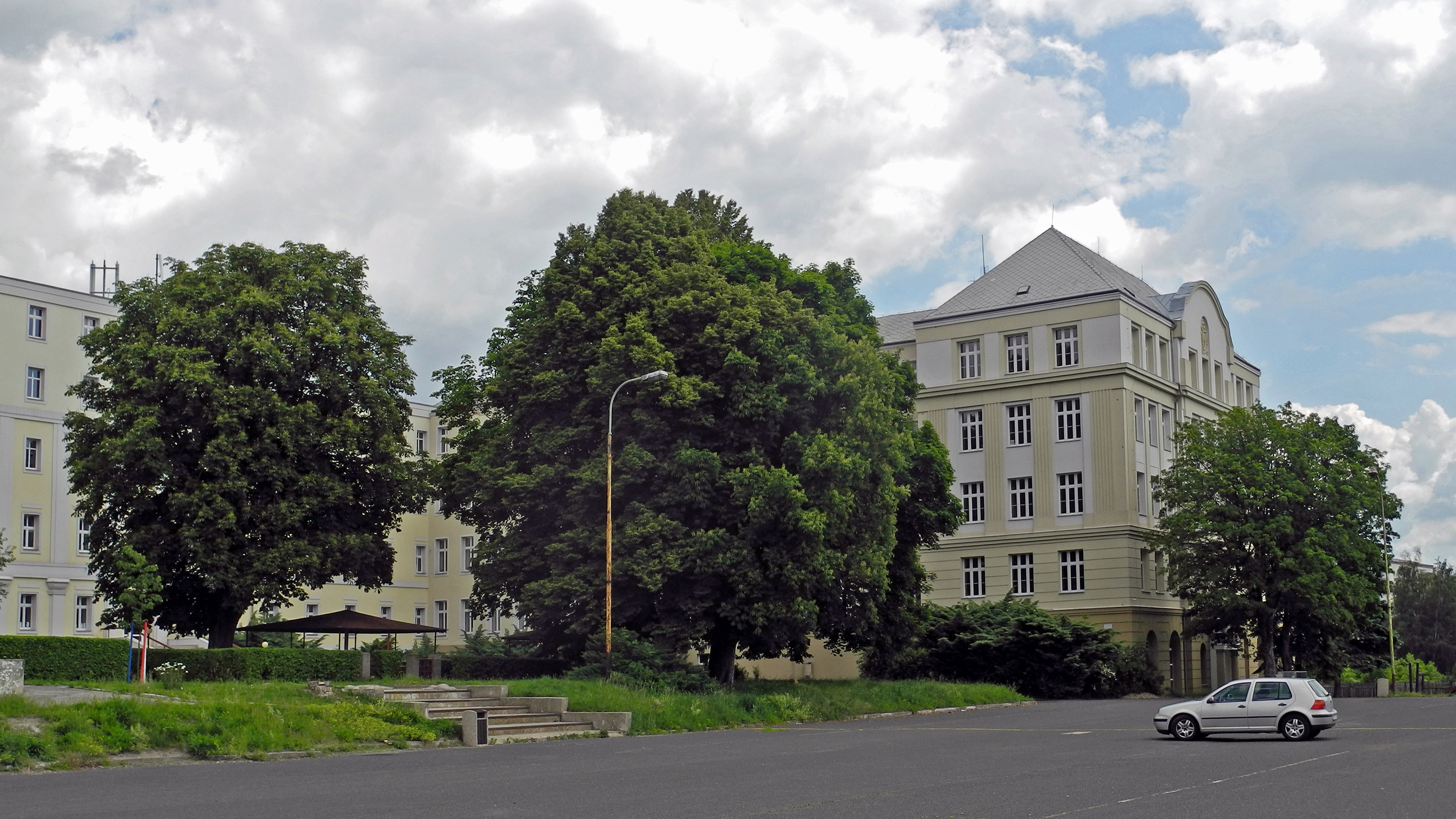
Bischöfliches Gymnasium Bohosudov (2019)

Das Bischöfliche Gymnasium in Bohosudov (tschechisch Biskupské gymnázium Bohosudov) ist eine weiterführende katholische Schule in Tschechien. Sie befindet sich im Ortsteil Bohusudov (Mariaschein) der Stadt Krupka im Erzgebirge in einem denkmalgeschützten Gebäudekomplex. 2010 wurde das Gymnasium mit der Grundschule Bohosudov, die im Gebäude der Turnhalle untergebracht ist, zusammengelegt. Außerdem befindet sich auch der örtliche Kindergarten dort.

## Geschichte der Schuleinrichtung

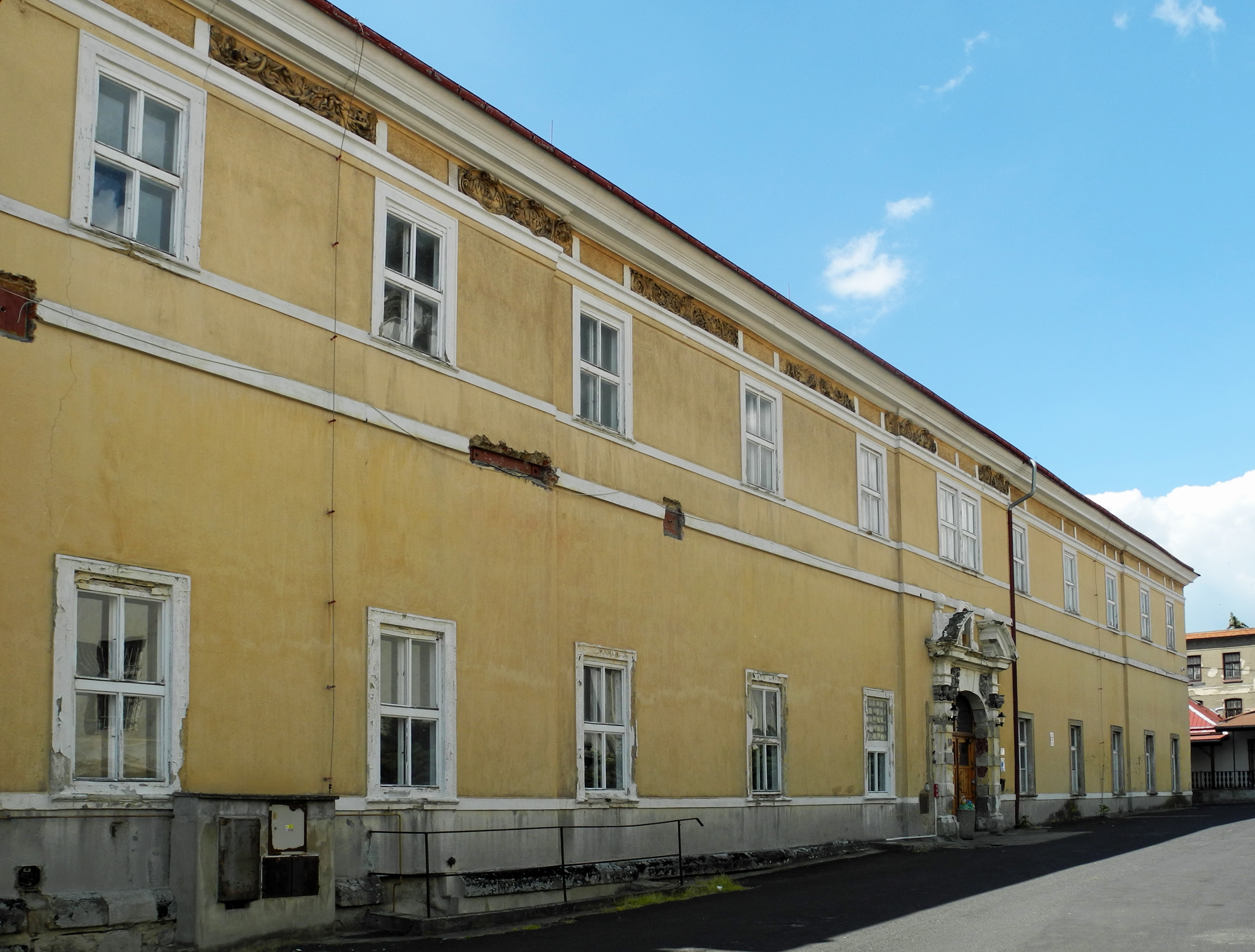
Blick zum historischen Hauptportal des Bischöflichen Gymnasiums (Jesuitenbau)

Das Gymnasium führt seine Wurzeln auf das 1679 in Mariaschein als Lateinschule gegründete Jesuitengymnasium zurück, das mit der Aufhebung des Jesuitenordens durch Papst Clemens XIV. 1773 aufgelöst wurde. 1853 erfolgte die Wiedereröffnung. Ab 1918 lag das Gymnasium in der neugegründeten Tschechoslowakei. Nach der Zerschlagung der Tschechoslowakei im Oktober 1938 kam der Ort zum Deutschen Reich und lag im Reichsgau Sudetenland. Die deutschen Besatzer lösten das Gymnasium auf und richteten eine Polizeischule ein. Nach Ende des Zweiten Weltkriegs und der Vertreibung der Deutschen begann wieder der reguläre Schulunterricht in der Tschechoslowakei, bis das Gymnasium infolge des Februarumsturzes durch die kommunistische Regierung 1950 erneut geschlossen wurde. Noch im selben Jahr wurden die Schulgebäude als Internierungslager für tschechoslowakische Jesuiten und Angehörige anderer Orden verwendet. Mehrere Jahre später nutzte zuerst die Tschechoslowakische Armee und nach dem Prager Frühling 1968 die Sowjetische Armee die Gebäude. Nach der Samtenen Revolution 1989 verließ die Sowjetarmee 1991 Bohosudow. 1993 wurde der Schulbetrieb durch das Bistum Leitmeritz wiederaufgenommen. Der schlechte Bauzustand erforderte zahlreiche Restaurierungsarbeiten, die in den folgenden Jahren durchgeführt wurden.

## Bildungsmöglichkeiten
Angeboten werden neben dem Kindergarten und den beiden Grundschulstufen (bis zur 9. Klasse) auch eine gymnasiale Ausbildung. Der Unterricht ist für jedermann offen und beinhaltet keinen obligatorischen (katholischen) Religionsunterricht. Nachmittags bestehen Bildungsangebote für Jugendliche und für Erwachsene.

## Persönlichkeiten (Auswahl)

### Lehrer
- Martin Egger (1832–1898), Jesuitenpater, Astronom und Physiker
- Stanislav Šebek (1925–1984), Komponist und Organist

### Schüler
- Franz Joseph Bendel (1875–1950), katholischer Theologe, Archivar und Historiker
- Adalbert Bitterlich (1895–1972), katholischer Theologe und Hochschullehrer
- Josef Böhr (1862–1944), tschechoslowakischer Abgeordneter
- Adolf Enge (1885–1952), Rechtsanwalt und Politiker (CS)
- Karl Wilhelm Fischer (1888–1970), Lehrer, Volkskundler und Autor
- Adolf Kindermann (1899–1974), Theologe
- Franz Martin Schindler (1847–1922), Kirchenrechtler
- Benedikt Venusi (1751–1823 in Osek), Abt des Klosters Osek